# Clermontia
Clermontia is een kevergeslacht uit de familie van de boktorren (Cerambycidae). De wetenschappelijke naam van het geslacht werd voor het eerst geldig gepubliceerd in 1927 door Pic.

## Soorten
Clermontia is monotypisch en omvat slechts de volgende soort:
- Clermontia quadridentata Pic, 1927